# Sfinx

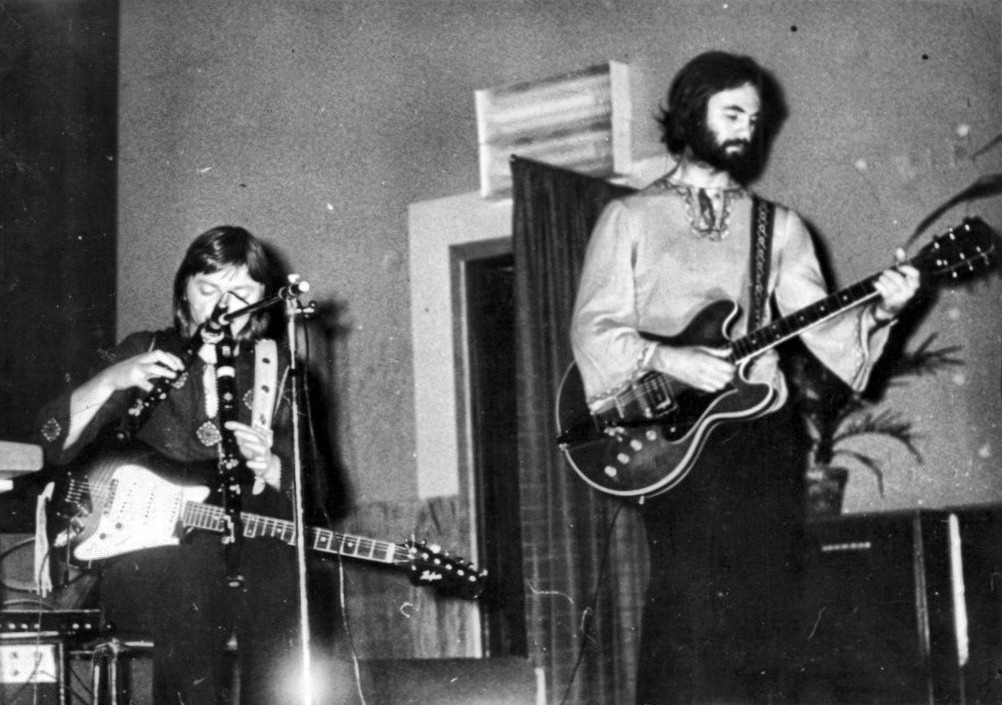
Dan Aldea (ül) és Dan Bădulescu 1975-ben

A Sfinx egy román rockegyüttes, amely 1963-ban alakult Bukarestben.

## Tagok
- Corneliu "Bibi" Ionescu (basszus)
- Octav Zemlicka (vokál, gitár)
- Idu Barbu (billentyűsök)
- Cristian Valica (dob)
- Petre Iordache (francia kürt)
- Sergiu Zagardan (dob)
- Toni Niculescu (billentyűsök)
- Adrian Ivaniţchi (gitár)
- Marian Toroimac (dob)
- Dan Andrei Aldea (vokál, gitár, billentyűsök, hegedű, furulya, harmonika)
- Silviu Hera (gitár)
- Doru Donciu (furulya)
- Mişu Cernea (dob, vokál)
- Sandu Grosu (billentyűsök)
- Dan Bădulescu (gitár, vokál)
- Nicolae Enache (billentyűsök)
- Sorin Chifiriuc (vokál, gitár)
- Doru Apreotesei (billentyűsök)
- Edwin Surin (billentyűsök)
- Mircea Romcescu (gitár)

## Lemezeik

### Albumok
- Lume albă (Electrecrod, 1975, STM-EDE 01113)
- Zalmoxe (Electrecord, 1978)
- Sfinx (Electrecord, 1984, ST-EDE 02513)
- Sfinxexperience (2001)

### EP-k
- Sfinx EP (1974)
- Sfinx 2 (1980)

### Kislemezek
- Şir de cocori / Languir me fais (Electrecord, 1972, EDC-10265)
- Focuri vii / '49-'50 (1980)